# Невчена
Невчена — гірський потік в Україні, у Рожнятівському районі Івано-Франківської області у Галичині. Правий доплив Чечви, (басейн Дністра).

## Опис
Довжина потоку приблизно 5,14 км, найкоротша відстань між витоком і гирлом — 4,66  км, коефіцієнт звивистості потоку — 1,1 . Формується багатьма безіменними гірськими струмками. Потік тече у гірському масиві Ґорґани.

## Розташування
Бере початок на північно-східних схилах гори Верхня Слубушниця (1561,4 м) (хребет Аршиця). Тече на північний схід і на висоті 759,0 м над рівнем моря падає у річку Чечву, ліву притоку Лімниці.

## Цікавий факт
- У верхів'ї потоку розташоване Заповідне урочище Слобушниця[1].